# 威廉斯堡 (喬治亞州卡爾霍恩縣)
威廉斯堡（英語：Williamsburg）是位於美國喬治亞州卡爾霍恩縣的一個非建制地區。該地的面積和人口皆未知。

## 地理
威廉斯堡的座標為31°27′51″N 84°35′53″W / 31.46417°N 84.59806°W，而該地的平均海拔高度為61米（即200英尺）。